# خاماگیب
خاماگیب (به لاتین: Khamagib) یک منطقهٔ مسکونی در روسیه است که در داغستان واقع شده‌است.